# 陳偉偉
陳偉偉，JP，香港公務員，現任勞工及福利局康復專員，曾出任政府新聞處處長。陳在1997年加入香港政府任職政務主任，曾在2010年代於曾俊華出任財政司司長時擔任他的新聞秘書，及後亦獲委任為政制及內地事務局局長政務助理及政策創新與統籌辦事處副總監。陳在2022年7月時在港府首次內部開放招聘下獲委任為政府新聞處處長。

## 早年生活
陳偉偉在1989年於保良局聯誼會第一中學修讀預科課程，期間更曾取得尤德爵士紀念基金的獎項。及後，他入讀香港中文大學聯合書院修讀。在大學時期，他曾於1993年代表中大出戰计算机协会舉辦的国际大学生程序设计竞赛，並取得香港區冠軍，再以香港區代表身份參加遠東大賽。最終，他在1994年取得工学学士學位。

## 公務員生涯

### 早年生涯

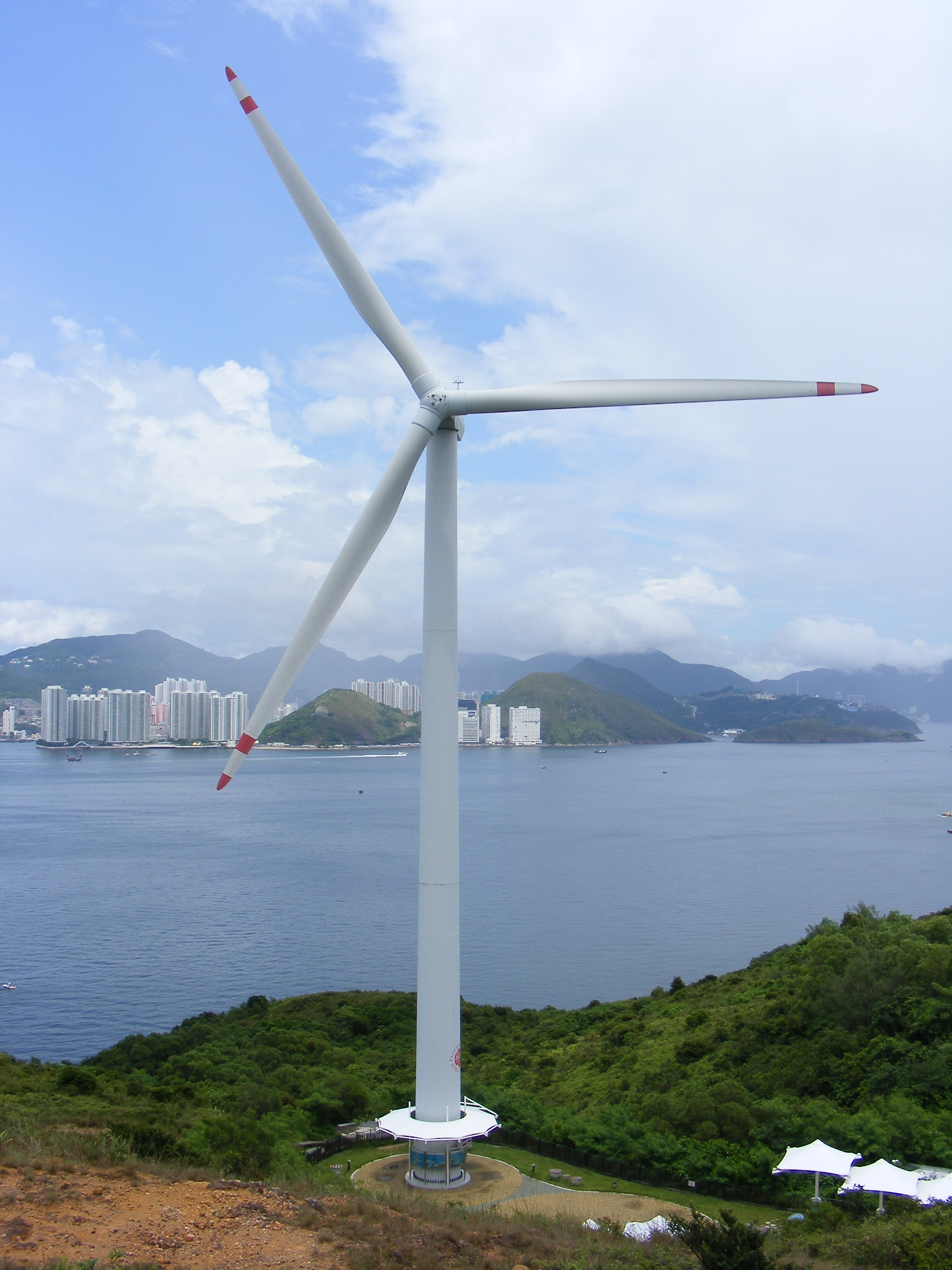
陳偉偉促使港燈在南丫島興建實驗性風能發電裝置

陳偉偉在1997年8月加入香港政府任職政務主任。及後，他曾在1990年代末出任衛生福利局助理局長，負責輔助醫療的管制及監督。他在2004年時出任環境運輸及工務局助理秘書長，負責能源政策事宜。他在任內致力推動可再生能源，更曾帶領考察團至广东的红海湾风电场研究風能的發展潛力。及後，他更在香港電燈的中期檢討上促成興建南丫風采發電站試行以風能產電，惟最終未能確立普及時間表。在2000年代末，他在局內調職至負責香港邊境運輸的首席助理秘書長，並主理赤鱲角、港珠澳大橋及廣深港高速鐵路香港段等地的相關交通政策。
他在2012年時獲委任為財政司司長曾俊華的新聞秘書，在任內常與政治助理羅永聰一起陪同曾俊華出席香港立法會及傳媒問答會。及後，他在林鄭月娥政府時期曾出任政制及內地事務局局長聶德權的政務助理。在2015年時，他亦曾擔任政制及內地事務局首席助理秘書長。隨後，他在政策創新與統籌辦事處成立後改任辦事處的副總監，亦在2019冠狀病毒病香港疫情期間處理商界援助津貼。在創新辦副總監任內，他於2021年4月晉升為首長級乙級政務官，並在同年9月10日獲委任為官守太平紳士。在創新辦於2022年7月解散後，他則轉至政務司司長辦公室出任施政報告組副主任。

### 新聞處處長
在鄭偉源於2021年年底離任政府新聞處處長後，港府在2022年春季決定首次內部開放招聘形式聘任首長級公務員出任該職，而陳偉偉則是熱門候選人。最終，陳獲港府超擢，以首長級乙級政務官的職級出任首長級第六級的政府新聞處處長一職，於2022年7月14日履新。上任後，他銳意加強新聞處在工作層面上包括港深合作及粵港澳大灣區等中港關係，亦推動在社群媒體上以更多不同形式與民眾交流。
陳在2023年中重辦已停辦近五年的港府傳媒午宴，延續其以往作吹風會的功能，並向港府申請增設助理處長職位以制定全面公關策略。另外，他亦多次陪同行政長官李家超出訪，曾訪問的國家包括沙特阿拉伯及印度尼西亚等。
陳在2024年1月公佈新的港府宣傳標誌，設計以政府總部建築「門常開」的外觀為藍本，用於港府的資助項目中。他期望門常開標誌能讓市民得知政府對各個項目的資助，並與對外宣傳的香港品牌標誌「飛龍」相輔相成，為香港及港府建立正面形象。

### 康復專員
港府安排廖李可期在2024年5月24日接替陳偉偉出任新聞處處長，而他則獲安排於勞工及福利局接替王秀慧出任康復專員，回任首長級第三級職位。他上任後出席多個項目的開展儀式，包括嗇色園與職業訓練局研發懷舊主題的照護食、香港耀能協會在小欖設立新院舍，以及荃灣新社區客廳設施等。

## 榮譽

### 殊勳
- 官守太平紳士（J.P.）（2021年9月10日）[18]

### 頭銜
- 陳偉偉，JP（Fletch Chan Wai-wai, JP，2021年9月10日－）[18]